# 2020년 하계 올림픽 모로코 선수단
2020년 하계 올림픽 모로코 선수단은 2021년 일본 도쿄에서 열린 2020년 하계 올림픽에 참가한 올림픽 모로코 선수단이다.
모로코는 2020년 도쿄 하계 올림픽에 출전했다. 원래 2020년 여름에 열릴 예정이었던 올림픽은 코로나19 범유행으로 인해 2021년 7월 23일부터 8월 8일로 연기되었다. 2020년 대회는 모로코가 하계 올림픽에 참가하는 15번째 대회였다.

## 출전 선수
| 종목         | 남자 | 여자 | 전체 |
| ------------ | ---- | ---- | ---- |
| 육상         | 13   | 3    | 16   |
| 복싱         | 4    | 3    | 7    |
| 카누         | 1    | 1    | 2    |
| 사이클       | 1    | 0    | 1    |
| 승마         | 4    | 0    | 4    |
| 펜싱         | 1    | 0    | 1    |
| 골프         | 0    | 1    | 1    |
| 유도         | 0    | 2    | 2    |
| 가라테       | 0    | 1    | 1    |
| 조정         | 0    | 1    | 1    |
| 사격         | 0    | 1    | 1    |
| 서핑         | 1    | 0    | 1    |
| 수영         | 1    | 1    | 2    |
| 태권도       | 1    | 2    | 3    |
| 트라이애슬론 | 1    | 0    | 1    |
| 배구         | 2    | 0    | 2    |
| 역도         | 1    | 0    | 1    |
| 레슬링       | 1    | 0    | 1    |
| 전체         | 32   | 16   | 48   |

## 같이 보기
- 올림픽 모로코 선수단